# Турчанинов, Пётр Андреевич
Пётр Андреевич Турчанинов (25 июня 1932, Иркутск — 17 октября 2009, Иркутск) — русский живописец, график.

## Биография
Пётр Андреевич Турчанинов родился 25 июня 1932 года в семье рабочего Андрея Ивановича Турчанинова (1900 года рождения) и Таисии Михайловны Турчаниновой (1898 года рождения), работавшей в Иркутском филиале гипросельэлектро. У него были старшие сестра и брат. Антонина Андреевна Сычева (1927 года рождения) — врач. Вениамин Андреевич Турчанинов (1930 года рождения) — инженер-геолог. В Иркутске семья Турчаниновых жила на ул. Александра Невского в доме № 43 А.
В 1950 году Турчанинов поступает в Иркутское художественное училище имени И. Л. Копылова. Но после 2 лет учёбы был призван в армию и с 1952 по 1956 служил на Тихоокеанском флоте. В 1957 году после демобилизации он восстановился на третий курс.
Во время его учёбы в училище были созданы такие картины, как «Старушка» (III курс) и «Сибиряк» (IV—V курс). А его дипломной работой стала картина «Вечер на Байкале».
После училища он поступает в Суриковский институт. В его личной карточке записано: «1 сентября 1959 года зачислен на факультет живописи; 17 февраля 1960 года переводится на факультет графики; 11 мая 1960 года по семейным обстоятельствам оставляет учёбу и возвращается в Иркутск».
Учась в институте, Турчанинов много времени проводит в музеях и выставочных залах. Сохранившиеся дневниковые записи тех лет свидетельствуют о внимательном изучении старых мастеров, пристальном анализе их творческого метода, поиске новых технологий и материалов.
По возвращении в Иркутск Турчанинов устраивается работать в мастерские Художественного фонда. Работа в фонде для него оборачивается бесчисленными заказами по изготовлению наглядной агитации и пропаганды, по оформлению города к политическим праздникам и демонстрациям. В лучшем случае заказы на живописные портреты лидеров политбюро для учреждений или тиражируемые копии батальных композиций. Фондом руководили директор и художественный совет. Последний формировал творческие программы и осуществлял отбор произведений на выставку. Цензура художественных советов тормозила внедрение экспериментальных идей художника, а выставочные комитеты, критикуя его так называемые «формалистические» поиски, не пропускали работы Турчанинова на значительные художественные выставки.
В этот периода художник снимает маленькую мастерскую на чердаке Иерусалимской церкви вместе с Земляницыным, Кузьминым и Костовским. В дальнейшем он работает над такими картинами, как «Переселенцы в Сибири», «Лесоповал» («Обед»). Пишет портреты и большое количество пейзажей Иркутска и его окрестностей.
Турчанинов работал в разных жанрах и с разными материалами. В традиционных стилях и воплощал собственные новаторские идеи. Е. В. Ушаков (член союза художников России), работавший с Турчаниновым, рассказывает, как Турчанинов работал:

…Помню, предметом нашего обсуждения стал творческий метод русских импрессионистов. Этот метод заключался в том, что основная работа в цвете должна проводиться не на холсте, а на палитре. В начале определялись примерно три цветовых отношения изображаемого мотива. Потом в каждое общее большое цветовое пятно должны были вноситься другие цвета, желательно контрастные, но сгармонированные по тону. Для Петра тон имел особое значение. Так же как и наложение краски корпусно, плотно, без разбелов, когда цвет одной тональности, на палитре соседствующий с другим цветом той же тональности, переноситься на холст по форме предмета. Для каждого цвета предназначалась своя кисть. Часто Турчанинов в своих картинах использовал особый грунт, применяя плотную подкладку толстым слоем белил, по которой после высыхания цвет наносился уже без белил, что позволяло создать эффект прозрачности, как в акварели.
Ушакова с Турчаниновым сблизила совместная работа по производственным заказам в 1963—1964 годах. Турчанинов жил тогда в старом доме, запланированном под снос, на ул. Александра Невского. Их обоих объединяло отсутствие жилья и мастерских. И они вместе решили их построить. Нашли подходящее место. Турчанинов начертил план будущего дома, а Ушаков, будучи знакомым с архитектором города В. П. Шматковым, утвердил план в горсовете. Материал для строительства они брали, разбирая дома предназначенные под снос. К моменту заложения фундамента дома, Ушакова назначили главным художником Сталинского района (впоследствии Октябрьский), он получил квартиру, женился и их связь прервалась.
Ушаков так рассказывает о тех временах и Турчанинове:

…В то время обстановка в Иркутском союзе художников была нездоровая. Каждый из функционеров Союза думал, прежде всего, только о себе, как бы не появился конкурент, который мог бы затмить славу «власть предержащих» в искусстве. И Петр Турчанинов яркий тому пример. Ему уже в Москве в Суриковском институте после первого курса сказали: «Вам тут делать нечего, Вы—мастер». В Иркутске же оказалось, что мастер не имел ни квартиры, ни мастерской, ни творческих заказов, он даже не был членом Союза художников. Возможно, что это было ещё и от того, что Петр был очень скромным, замкнутым человеком, он считал, что чем человек талантливее, тем он должен быть скромнее. А таких властям удобно не замечать. Турчанинову не простили его талант. И это было преступлением по отношению к русской культуре, к русскому народу.

Поздние работы Турчанинов отказывается выставлять на суд зрителей, а последние десятилетия своей жизни художник вообще отходит от творческой среды.

## Память
- Премия имени Петра Андреевича Турчанинова, которая присуждается ежегодно особо одарённым студентам Иркутского художественного училища имени И. Л. Копылова. Премия была учреждена в 2010 году М. Л. Крыловым[7].

## Выставки
- 2010 Иркутск Посмертная выставка
- 2013 Иркутск Иркутский областной краеведческий музей

## Картины
Незадолго до смерти Турчанинов продал свои картины знакомой. А от неё они попали в руки антиквара Максима Крылова. В течение 2-х лет шла реставрация коллекции.
Тематические картины
- Вечер на Байкале. 1959 г. (V курс Иркутское художественное училище, дипломная работа). Х., м. 810 х 2070
- На озере. 1961. Х., м. 865 х 2011
- Свадьба на Байкале. 1961—1965 гг. Х., м. 330 х 800
- Деревенские дети. 1965—1975 гг. Х., м. 370 х 640
- Городская жизнь. 1960-е гг. Х.. м. 480 х 765
- Переход через реку. 1970—1980 гг. К., м. 170 х 337.
- Быт переселенцев. 1975—1985 гг. Х., м. 440 х 750
- Переселенцы в Сибири (первый вариант). 1965—1975 гг. Х., м. 380 х 710
- Переселенцы (второй вариант). 1975—1985 гг. Х., м. 455 х 850
- Разговор. 1959—1961 гг. Х., м. 1350 х 630

Портреты
- Старушка. 1957 г. (III курс Иркутское художественное училище) Х., м. 373 х 300
- Сибиряк. 1958—1959 гг. (IV—V курс Иркутское художественное училище). Х., м. 710 х 580
- Девочка. 1960-е гг. К., м. 315 х 435
- Девушка с книгой. 1965—1975 гг. Х., м. 880 х 530
- Потомок каторжан. 1962—1965 гг. Х., м. 745 х 550
- Бабушка. 1960-е гг. Х., м. 740 х 560
- Шахтер. 1970-e гг. Х., м. 980 х 600
- Житель Байкала. 1960-е гг. Х., м. 580 х 510
- Коренная жительница Сибири. 1970—1985 гг. Х., м. 377 х 555
- Иркутянка. 1960—1970 гг. Х., м. 520 х 390
- На Байкале. 1960-е гг. Х., м. 550 х 680
- Дама в шляпке. 1970—1980 гг. Х., м. 595 х 495
- Обаятельная незнакомка. 1970—1985 гг. Х., м. 535 х 510
- Глазами прошлого. 1970—1985 гг. Х., м. 493 х 490
- Суровый мужчина. 1970—1985 гг. Х., м. 520 х 395

Пейзажи
- Волшебный лес. 1970—1985 гг. К., м. 195 х 305
- Отражение. 1965—1980 гг. К., м. 163 х 230
- Стожки. 1960—1970 гг. К., м. 147 х 278
- Дорога к дому. 1965—1975 гг. К., м. 155 х 295
- Байкальские скалы. 1965—1975 гг. К., м. 232 х 185
- Каменистый берег. 1965—1975 гг. К., м. 200 х 275
- Размытая дорога. 1960—1970 гг. К., м. 240 х 335
- Ночь. 1960—1970 гг. К., м. 200 х 316
- Весна в Иркутске. 1960—1970 гг. К., м. 190 х 330
- Уборка картофеля. 1960—1970 гг. К., м. 230 х 330
- Грибники. 1960—1970 гг. К., м. 192 х 281
- Летний солнечный день. 1960—1970 гг. К., м. 120 х 230
- Прохладный полдень. 1962—1975 гг. К., м. 175 х 257
- Прибрежный поселок. 1965—1975 гг. К., м. 330 х230
- Пейзаж с гусями. 1960—1970 гг. К., м. 210 х 350
- Переправа. 1962—1975 гг. К., м. 215 х 325
- Деревенская улочка. 1965—1975 гг. К., м. 220 х 310
- Домик у дороги. 1960—1970 гг. К., м. 172 х 235
- Рыбацкий поселок. 1965—1975 гг. К., м. 240 х 330
- Пейзаж с коровой. 1965—1975 гг. К., м. 218 х 310
- Заросший пруд. 1965—1975 гг. К., м. 168 х 232
- Иркутск уходящий. 1965—1975 гг. К., м. 250 х 320
- Байкальская деревня. 1960—1970 гг. К., м. 300 х 155
- Полевые работы. 1960—1970 гг. К., м. 170 х 350
- Деревня у реки. 1960—1970 гг. К., м. 210 х 295
- Краски ночи. 1960—1970 гг. К., м. 335 х 410
- Домик в горах. 1960—1970 гг. К., м. 200 х 305

Графика
- Лесоповал. 1960-е гг. Б., смеш. тех. 440 x 790
- Сидящий на бревне. 1960-е гг. Б., смеш. тех. 450 x 315
- Юноша. 1960-е гг. Б., смеш. тех. 370 x 288
- Мастерская художника. 1960-е гг. Б., смеш. тех. 230 x 245
- Деревенский пейзаж. 1960-е гг. Б., смеш. тех. 224 x 144
- Деревенский пейзаж 1. 1960-е гг. Б., акв. 148 x 225
- Деревенский пейзаж 2. 1960-е гг. Б., акв. 153 x 225
- Деревенский пейзаж 3. 1960-е гг. Б., акв. 140 x 225
- Деревенский пейзаж 4. 1960-е гг. Б., акв. 127 x 207
- Деревенский пейзаж 5. 1960-е гг. Б., акв. 140 x 230
- Деревенский пейзаж 6. 1960-е гг. Б., акв. 145 x 245
- Лодка. 1959 г. Б., смеш. тех. 120 х 310
- Лодка. 1959 г. Б., смеш. тех. 130 х 350
- Березки. 1960-е гг. Б., смеш. тех. 280 x 350
- Дорога. 1960-е гг. Б., смеш. тех. 256 x 325